# Татхоун
Татхо́ун (бирм. သထုံမ္ရုိ့; MLCTS: sa. htum mrui.) — город в штате Мон в составе Бирмы, на Тенассеримской равнине.

## История
Город Татхоун основан в первых веках н. э. К середине 1-го тысячелетия стал одним из крупнейших портов в Юго-Восточной Азии  и был столицей монского государства Татон, простиравшегося от дельты реки Иравади до востока Камбоджи. Моны выводят государство Татон из полумифического царства Суварнабхуми («Золотая Земля»); на своё происхождение из этого государства претендуют также другие народы, однако учёные-историки относятся к этим легендам скептически. Самое раннее достоверное упоминание об этом царстве имеется в эдиктах царя Ашоки, куда он посылал миссионеров. Однако он указывал местоположение в Южной Индии, а не в Юго-восточной Азии.
В государстве Дваравати Татхоун был важнейшим морским портом для торговли с Индией и Шри-Ланка. Монах Шир Аран, родившийся в Татхоуне, которого также звали Дхаммадасси, принёс буддизм тхеравады в Бирму в Паган. В 1057 царь Аноратха из Пагана занял Татхоун, конфисковал буддийские реликвии и увёл монахов в Паган.

## География
В результате аллювия берег океана отодвинулся от города на 16 км. Теперь это спокойный город на железной дороге между Пегу и Моутамой.